# Fernmeldeturm Trier-Petrisberg

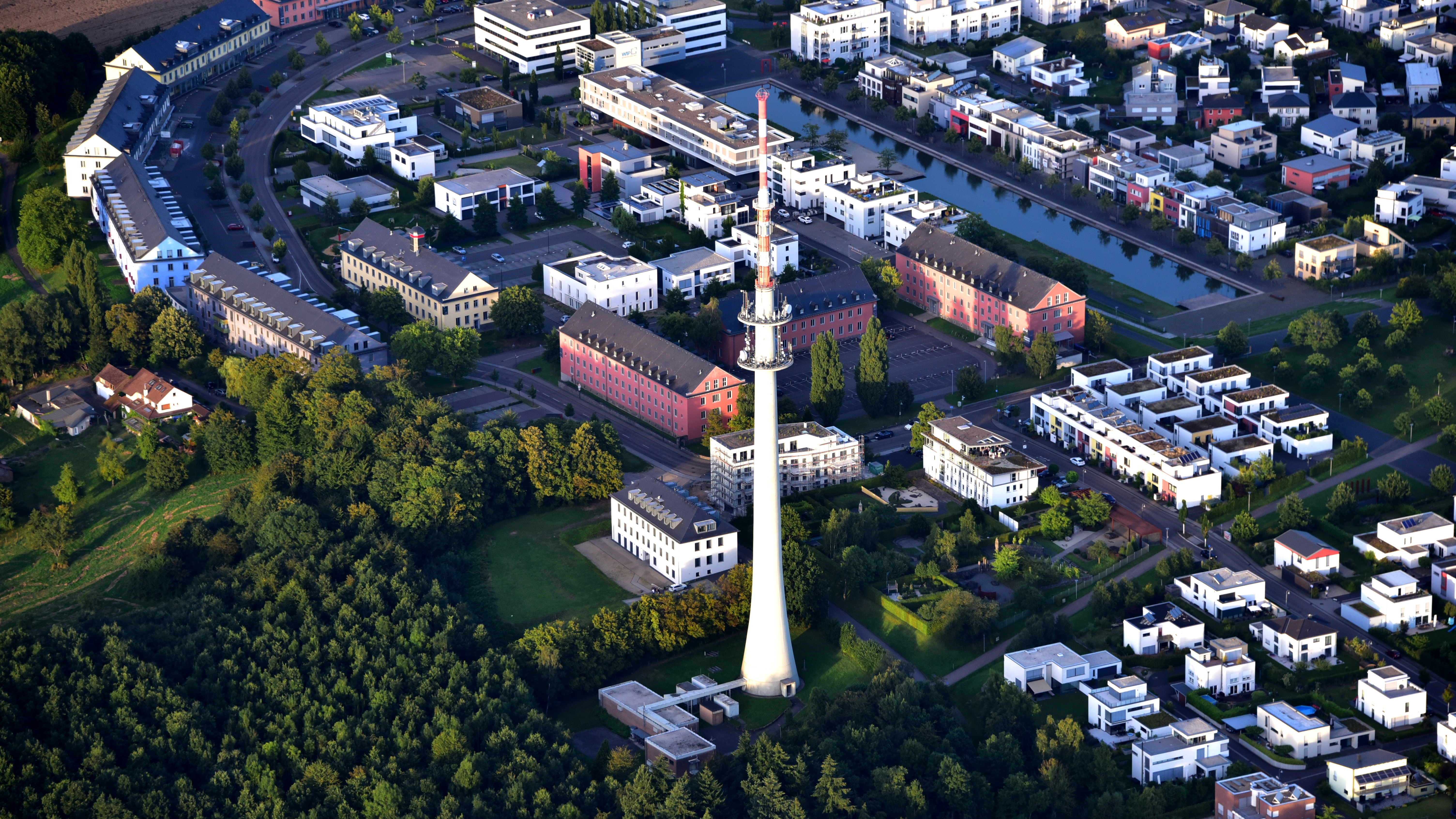
Fernmeldeturm Trier-Petrisberg, Luftaufnahme (2016)

Der Fernmeldeturm Trier-Petrisberg ist eine Sendeanlage für UKW-Hörfunk und Fernsehen auf dem Petrisberg in Trier. Der 132 m hohe Fernmeldeturm ist im Besitz der Deutsche Funkturm GmbH und wurde als Typenturm erbaut.

## Frequenzen und Programme

### Analoges Radio (UKW)
| Frequenz (MHz) | Programm               | RDS PS             | RDS PI                | Regionalisierung | ERP (kW) | Antennendiagramm rund (ND)/gerichtet (D) | Polarisation horizontal (H)/vertikal (V) |
| -------------- | ---------------------- | ------------------ | --------------------- | ---------------- | -------- | ---------------------------------------- | ---------------------------------------- |
| 94,3           | Deutschlandfunk Kultur | Dlf_Kult           | D220                  | –                | 0,2      | ND                                       | H                                        |
| 102,9          | RPR1                   | RPR1._TR, _RPR1.__ | D5A8 (regional), D3A8 | Eifel-Saar-Mosel | 0,1      | ND                                       | H                                        |
| 106,4          | bigFM                  | _bigFM__           | D3A9                  | Rheinland-Pfalz  | 0,1      | ND                                       | H                                        |
| 105,8          | Rockland Radio         | Rockland           | D3AA                  | Trier            | 0,1      | ND                                       | H                                        |
| 88,4           | Antenne Trier          | ANTENNE_           | 13A2                  | –                | 0,5      | D (20°-110°, 280°-340°)                  | V                                        |

### Digitales Radio (DAB+)
Das Digitalradio (DAB+) wird in vertikaler Polarisation und im Gleichwellenbetrieb mit anderen Sendern ausgestrahlt. Seit dem 16. November 2011 wird dabei der DAB+ Sendestandard verwendet, die Ausstrahlung im DAB Sendestandard auf Kanal 12A wurde abgeschaltet. Am 2. November 2015 erfolgte die Aufschaltung des Bundesmuxx auf Kanal 5C mit 2,5 kW ERP Sendeleistung. Am 3. Dezember 2015 wechselte der Block 11A des SWR zum eigenen Standort Trier-Markusberg.
| Block                       | Programme (Datendienste) | ERP (kW) | Antennen- diagramm rund (ND), gerichtet (D) | Polarisation horizontal (H)/ vertikal (V) | Gleichwellennetz (SFN) |
| --------------------------- | --- | -------- | ------------------------------------------- | ----------------------------------------- | --- |
| 5C DRDeutschland (D__00188) | DAB+-Multiplex der Media Broadcast: - Absolut relax (72 kbps) - Dlf (104 kbps) - Dlf Kultur (112 kbps) - Dlf Nova (104 kbps) - DRadio DokDeb (48 kbps) - Energy Digital (72 kbps) - ERF Plus (64 kbps) - Klassik Radio (72 kbps) - Radio Bob (72 kbps) - Radio Horeb (48 kbps) - Radio Schlagerparadies (64 kbps) - Schwarzwaldradio (64 kbps) - sunshine live (72 kbps) - DRadio Daten (32 kbps Daten) - EPG Deutschland (16 kbps Daten) - TPEG (16 kbps Daten) - TPEG_MM (16 kbps Daten) | 2,5      | ND                                          | H                                         | - Baden-Württemberg: Aalen, Baden-Baden (Fremersberg), Bad Mergentheim, Blauen, Brandenkopf, Donaueschingen, Feldberg im Schwarzwald, Freiburg (Vogtsburg-Totenkopf), Geislingen (Oberböhringen), Großerlach (Hohe Brach), Heidelberg (Königstuhl), Heilbronn (Schweinsberg), Hochrhein (Rickenbach), Hornisgrinde, Pforzheim (Schömberg-Langenbrand), Raichberg, Ravensburg (Höchsten), Reutlingen, Stuttgart (Frauenkopf), Ulm (Kuhberg) - Bayern: Amberg (Hirschau), Aschaffenburg (Pfaffenberg), Augsburg (Hotelturm), Bad Tölz (Gaißach), Bamberg (Geisberg), Büttelberg, Brotjacklriegel, Dillberg, Grünten, Herzogstand, Hochberg (Traunstein), Hoher Bogen, Inntal (Ebbs), Ingolstadt (Gelbelsee), Kreuzberg/Rhön, Landshut (Altdorf), München (Olympiaturm), Nennslingen (Büchelberg), Nürnberg, Oberammergau, Ochsenkopf, Passau, Pfänder, Pfaffenhofen, Pfarrkirchen, Pfronten, Regensburg (Hohe Linie), Unterringingen, Untersberg, Wendelstein (Bayrischzell), Würzburg (Frankenwarte) - Berlin: Berlin (Alexanderplatz), Berlin (Scholzplatz) - Brandenburg: Bad Belzig, Booßen, Brandenburg/Havel, Calau, Casekow, Cottbus, Eisenhüttenstadt, Petkus, Pritzwalk, Templin - Bremen: Bremen (Walle), Bremerhaven-Schiffdorf - Hamburg: Hamburg (Moorfleet), Hamburg (Heinrich-Hertz-Turm) - Hessen: Bad Hersfeld (Rimberg), Biedenkopf (Sackpfeife), Fulda (Hummelskopf), Frankfurt (Europaturm), Gelnhausen (Schnepfenkopf), Gießen (Dünsberg), Großer Feldberg, Hardberg, Hohe Wurzel, Hoher Meißner, Kassel (Habichtswald), Mainz-Kastel - Mecklenburg-Vorpommern: Garz (Rügen), Güstrow, Malchin, Neubrandenburg-Süd, Rostock (Toitenwinkel), Röbel, Schwerin (Zippendorf-Gr.Dreesch), Torgelow, Wismar/Rüggow, Züssow - Niedersachsen: Aurich-Popens, Braunschweig (Broitzem), Braunschweig (Drachenberg), Cuxhaven-Stadt, Dannenberg, Göttingen (Bovenden-Osterberg), Hannover (Telemax), Lingen, Lüneburg-Neu Wendhausen, Molbergen-Peheim, Osnabrück (Bramsche-Schleptruper Egge), Hildesheim (Sibbesse), Steinkimmen, Uelzen, Visselhövede, Wilhelmshaven - Nordrhein-Westfalen: Aachen (Karlshöhe), Bielefeld (Hünenburg), Bonn (Venusberg), Dortmund (Florianturm), Düsseldorf (Rheinturm), Eggegebirge, Herscheid, Hochsauerland (Hunau), Hürtgenwald-Großhau, Köln (Colonius), Langenberg, Lügde-Rischenau (Köterberg), Minden (Jakobsberg), Münster (Fernmeldeturm), Schöppingen, Siegen-Süd, Wesel - Rheinland-Pfalz: Bad Kreuznach (Schanzenkopf), Bad Marienberg (Westerwald), Bornberg, Daun (Eifel), Edenkoben (Kalmit), Heckenbach-Schöneberg (Ahrweiler), Idar-Oberstein, Kaiserslautern, Kettrichhof, Koblenz (Kühkopf), Trier (Petrisberg) - Saarland: Merzig-Merchingen, Saarbrücken (Schoksberg) - Sachsen: Chemnitz, Dresden, Geyer, Leipzig, Löbau, Neustadt, Oschatz, Schöneck, Zwickau Ost - Sachsen-Anhalt: Brocken, Burg, Dequede, Petersberg, Pettstädt (Weißenfels), Schneidlingen, Wittenberg - Schleswig-Holstein: Bungsberg, Flensburg, Heide, Helgoland, Hennstedt, Kiel (Kronshagen), Lübeck (Stockelsdorf), Schleswig, Niebüll (Süderlügum), Westerland (Sylt) - Thüringen: Bleßberg (Sonneberg), Erfurt-Hochheim, Gera, Inselsberg, Jena (Oßmaritz), Kulpenberg, Saalfeld (Remda), Lobenstein (Sieglitzberg), Weimar (Ettersberg) |
| 9B Antenne DE (D__00359)    | DAB-Block von Antenne Deutschland: - 80s80s (72 kbps) - 90s90s (72 kbps) - Absolut Bella (72 kbps) - Absolut Germany (72 kbps) - Absolut HOT (72 kbps) - Absolut Oldie (72 kbps) - Absolut TOP (72 kbps) - AIDAradio (72 kbps) - Ballermann Radio (72 kbps) - Beats Radio (72 kbps) - Brillux Radio (72 kbps) - Nostalgie (72 kbps) - Oldie Antenne (72 kbps) - RTL Radio (72 kbps) - Rock Antenne (72 kbps) - Toggo Radio (72 kbps)                                                       | 2,5      | ND                                          | H                                         | - Baden-Württemberg: Aalen, Baden-Baden (Fremersberg), Heidelberg (Königstuhl), Heilbronn (Schweinsberg), Pforzheim (Schömberg-Langenbrand), Stuttgart (Frauenkopf) - Hessen: Fulda (Hummelskopf), Frankfurt (Europaturm), Gelnhausen (Schnepfenkopf), Gießen (Dünsberg), Großer Feldberg, Hardberg, Kassel (Habichtswald), Mainz-Kastel - Nordrhein-Westfalen: Aachen (Karlshöhe), Bonn (Venusberg), Dortmund (Florianturm), Düsseldorf (Rheinturm), Herscheid, Köln (Colonius), Langenberg, Münster (Fernmeldeturm), Siegen-Süd, Wesel - Rheinland-Pfalz: Bornberg, Daun (Boverath), Koblenz (Kühkopf), Trier (Petrisberg) - Saarland: Saarbrücken (Schoksberg) |

### Digitales Fernsehen (DVB-T2)
Seit dem 12. November 2008 wird vom Fernmeldeturm Trier-Petrisberg das digitale Antennenfernsehen (DVB-T) mit drei öffentlich-rechtlichen Multiplex-Kanälen abgestrahlt, am 28. November 2018 wurde auf den neueren Standard DVB-T2 HD umgeschaltet[veraltet]. Die digitalen Ausstrahlungen laufen im Gleichwellenbetrieb (Single Frequency Network) mit anderen Sendestandorten. 
| Kanal | Frequenz (MHz) | Multiplex   | Programme im Multiplex                                                                                  | ERP (kW) | Antennendiagramm rund (ND)/ gerichtet (D) | Polarisation horizontal (H)/ vertikal (V) | Modulations- verfahren  | FEC | Guard- intervall | Bitrate (MBit/s) | SFN |
| ----- | -------------- | ----------- | --- | -------- | ----------------------------------------- | ----------------------------------------- | ----------------------- | --- | ---------------- | ---------------- | --- |
| E37   | 602            | ZDF BOUQUET | - ZDF HD - ZDFinfo HD - Ki.Ka HD (06–21:00 Uhr)/ZDFneo HD (21–06:00 Uhr) - 3sat HD                      | 5        | ND                                        | H                                         | 64-QAM (32k ext.-Modus) | 3/5 | 19/256           | 24,5             | Trier Petrisberg, Scharteberg (Eifel-Daun) |
| E46   | 674            | SWR BOUQUET | - SWR Fernsehen RP HD - SWR Fernsehen BW HD - BR HD (Schwaben/Altbayern) - hr HD - WDR HD (Studio Köln) | 5        | ND                                        | H                                         | 64-QAM (32k ext.-Modus) | 3/5 | 19/256           | 24,5             | Trier Petrisberg, Scharteberg |
| E48   | 690            | ARD BOUQUET | - Das Erste (SWR) - ARTE - Phoenix - One - tagesschau 24                                                | 5        | ND                                        | H                                         | 64-QAM (32k ext.-Modus) | 3/5 | 19/256           | 24,5             | Petrisberg, Scharteberg, Donnersberg (Pfälzer Wald), Schoksberg (Saarbrücken), Göttelborner Höhe, Kaiserslautern-Dansenberg, Hunau-Schmallenberg (Hochsauerland), Nordhelle (Ebbegebirge), Siegen-Giersberg |

### Ehemalige analoge Programme
Vor der Umstellung auf DVB-T liefen hier die folgenden analogen TV-Sender:
| Kanal | Frequenz (MHz) | Programm                      | ERP (kW)  | Antennendiagramm rund (ND)/ gerichtet (D) | Polarisation horizontal (H)/ vertikal (V) |
| ----- | -------------- | ----------------------------- | --------- | ----------------------------------------- | ----------------------------------------- |
| 22    | 479,25         | ZDF                           | 20        | D                                         | H                                         |
| 48    | 687,25         | SWR Fernsehen Rheinland-Pfalz | 33        | D                                         | H                                         |
| 56    | 751,25         | Sat.1                         | 0,316     | ND                                        | V                                         |
| 58    | 767,25         | N24                           | 0,1 / 0,1 | D                                         | H / V                                     |